# Loki (biblioteka)
Loki – biblioteka programistyczna C++ napisanej przez Andreia Alexandrescu jako część książki Nowoczesne programowanie w C++.
Biblioteka korzysta z metaprogramowania i implementuje kilka często używanych narzędzi takich jak: lista typów, funktor, singleton, sprytny wskaźnik, fabryka obiektów, wizytator oraz multimetoda.